# Pays-Bas aux Jeux olympiques d'été de 2020
Les Pays-Bas participent aux Jeux olympiques de 2020 à Tokyo au Japon. Il s'agit de leur 27e participation à des Jeux d'été. Leur chef de mission est Pieter van den Hoogenband.

## Médaillés

### Médaillés d'or
| Sport            | Discipline                     | Athlète(s) | Performance            | Date       |
| ---------------- | ------------------------------ | --- | ---------------------- | ---------- |
| Aviron           | Quatre de couple masculin      | Koen Metsemakers Dirk Uittenbogaard Abe Wiersma Tone Wieten | 5 min 32 s 3           | 28 juillet |
| Cyclisme         | Contre-la-montre féminin       | Annemiek van Vleuten | 30 min 13 s            | 28 juillet |
| Cyclisme         | BMX racing masculin            | Niek Kimmann | 39 s 53                | 30 juillet |
| Voile            | RS:X hommes                    | Kiran Badloe | 37 points              | 31 juillet |
| Athlétisme       | 5 000 m féminin                | Sifan Hassan | 14 min 36 s 79         | 2 août     |
| Cyclisme         | Vitesse par équipes masculine  | Roy van den Berg Matthijs Büchli Jeffrey Hoogland Harrie Lavreysen | 41 s 369 OR            | 3 août     |
| Cyclisme         | Keirin féminin                 | Shanne Braspennincx | 10 s 622 - 67,784 km/h | 5 août     |
| Cyclisme         | Vitesse individuelle masculine | Harrie Lavreysen | 9 s 724 - 74,044 km/h  | 6 août     |
| Hockey sur gazon | Tournoi féminin                | Sanne Koolen Malou Pheninckx Laurien Leurink Xan de Waard Marloes Keetels Felice Albers Maria Verschoor Lidewij Welten Caia van Maasakker Frédérique Matla Pien Sanders Laura Nunnink Lauren Stam Josine Koning Margot van Geffen Eva de Goede | Argentine Victoire 3-1 | 6 août     |
| Athlétisme       | 10 000 m féminin               | Sifan Hassan | 29 min 55 s 32         | 7 août     |

### Médaillés d'argent
| Sport       | Discipline                     | Athlète(s)                                                                     | Performance              | Date       |
| ----------- | ------------------------------ | ------------------------------------------------------------------------------ | ------------------------ | ---------- |
| Tir à l'arc | Par équipes mixte              | Steve Wijler Gabriela Schloesser                                               | Corée du Sud Défaite 3-5 | 24 juillet |
| Cyclisme    | Course en ligne féminine       | Annemiek van Vleuten                                                           | 32 min 54 s              | 25 juillet |
| Natation    | 100 m brasse masculin          | Arno Kamminga                                                                  | 58 s                     | 26 juillet |
| Aviron      | Deux de couple masculin        | Stef Broenink Melvin Twellaar                                                  | 6 min                    | 28 juillet |
| Aviron      | Quatre sans barreur féminin    | Ymkje Clevering Karolien Florijn Elisabeth Hogerwerf Veronique Meester         | 6 min 15 s 71            | 28 juillet |
| Cyclisme    | Contre-la-montre masculin      | Tom Dumoulin                                                                   | 56 min 5 s               | 28 juillet |
| Natation    | 200 m brasse masculin          | Arno Kamminga                                                                  | 2 min 7 s 1              | 29 juillet |
| Natation    | 10 km en eau libre féminin     | Sharon van Rouwendaal                                                          | 1 h 59 min 31 s 7        | 4 août     |
| Athlétisme  | Heptathlon                     | Anouk Vetter                                                                   | 6 689 points             | 5 août     |
| Cyclisme    | Vitesse individuelle masculine | Jeffrey Hoogland                                                               | 10 s 889                 | 6 août     |
| Athlétisme  | Relais 4 × 400 m masculin      | Terrence Agard Ramsey Angela Liemarvin Bonevacia Tony van Diepen Jochem Dobber | 2 min 57 s 18 NR         | 7 août     |
| Athlétisme  | Marathon masculin              | Abdi Nageeye                                                                   | 2 h 9 min 58 s           | 8 août     |

### Médaillés de bronze
| Sport      | Discipline                          | Athlète(s)                       | Performance                         | Date       |
| ---------- | ----------------------------------- | -------------------------------- | ----------------------------------- | ---------- |
| Aviron     | Deux de couple féminin              | Roos de Jong Lisa Scheenaard     | 6 min 45 s 73                       | 28 juillet |
| Cyclisme   | Contre-la-montre féminin            | Anna van der Breggen             | 31 min 15 s                         | 28 juillet |
| Judo       | Moins de 70 kg femmes               | Sanne van Dijke                  | Giovanna Scoccimarro Victoire 10-00 | 28 juillet |
| Aviron     | Deux de couple poids légers féminin | Marieke Keijser Ilse Paulis      | 6 min 48 s 3                        | 29 juillet |
| Cyclisme   | BMX racing féminin                  | Merel Smulders                   | 44 s 721                            | 30 juillet |
| Voile      | Laser Radial femmes                 | Marit Bouwmeester                | 83 point                            | 1er août   |
| Voile      | 49er FX femmes                      | Annemiek Bekkering Annette Duetz | 88 points                           | 3 août     |
| Athlétisme | 400 m haies féminin                 | Femke Bol                        | 50 s 3 ER                           | 4 août     |
| Équitation | Saut d'obstacles individuel         | Maikel Van der Vleuten           | 0 points, 38 90                     | 4 août     |
| Athlétisme | Heptathlon                          | Emma Oosterwegel                 | 6 590 points                        | 5 août     |
| Athlétisme | 1 500 m féminin                     | Sifan Hassan                     | 3 min 55 s 86                       | 6 août     |
| Boxe       | Poids moyens femmes                 | Nouchka Fontijn                  | Lauren Price Défaite 2-3            | 6 août     |
| Cyclisme   | Keirin masculin                     | Harrie Lavreysen                 | 11 s 254                            | 8 août     |
| Cyclisme   | Omnium féminin                      | Kirsten Wild                     | 108 points                          | 8 août     |

### Statistiques (par sport, par jour, par sexe, multi-médaillés)
| Sport            |    |    |    | Total |
| ---------------- | -- | -- | -- | ----- |
| Athlétisme       | 2  | 3  | 3  | 8     |
| Aviron           | 1  | 2  | 2  | 5     |
| Boxe             | 0  | 0  | 1  | 1     |
| Cyclisme         | 5  | 3  | 4  | 12    |
| Équitation       | 0  | 0  | 1  | 1     |
| Hockey sur gazon | 1  | 0  | 0  | 1     |
| Judo             | 0  | 0  | 1  | 1     |
| Natation         | 0  | 3  | 0  | 3     |
| Tir à l'arc      | 0  | 1  | 0  | 1     |
| Voile            | 1  | 0  | 2  | 3     |
| Total            | 10 | 12 | 14 | 36    |

| Jour       |    |    |    | Total |
| ---------- | -- | -- | -- | ----- |
| 24 juillet | 0  | 1  | 0  | 1     |
| 25 juillet | 0  | 1  | 0  | 1     |
| 26 juillet | 0  | 1  | 0  | 1     |
| 28 juillet | 2  | 3  | 3  | 8     |
| 29 juillet | 0  | 1  | 1  | 2     |
| 30 juillet | 1  | 0  | 1  | 2     |
| 31 juillet | 1  | 0  | 0  | 1     |
| 1er août   | 0  | 0  | 1  | 1     |
| 2 août     | 1  | 0  | 0  | 1     |
| 3 août     | 1  | 0  | 1  | 2     |
| 4 août     | 0  | 1  | 2  | 3     |
| 5 août     | 1  | 1  | 1  | 3     |
| 6 août     | 2  | 1  | 2  | 5     |
| 7 août     | 1  | 1  | 0  | 2     |
| 8 août     | 0  | 1  | 2  | 3     |
| Total      | 10 | 12 | 14 | 36    |

| Sexe   |    |    |    | Total |
| ------ | -- | -- | -- | ----- |
| Femmes | 5  | 4  | 12 | 21    |
| Hommes | 5  | 7  | 1  | 13    |
| Mixte  | 0  | 1  | 1  | 2     |
| Total  | 10 | 12 | 14 | 36    |

| Athlète              | Sport      |   |   |   | Total |
| -------------------- | ---------- | - | - | - | ----- |
| Sifan Hassan         | Athlétisme | 2 | 0 | 1 | 3     |
| Harrie Lavreysen     | Cyclisme   | 2 | 0 | 1 | 3     |
| Annemiek van Vleuten | Cyclisme   | 1 | 1 | 0 | 2     |
| Jeffrey Hoogland     | Cyclisme   | 1 | 1 | 0 | 2     |
| Arno Kamminga        | Natation   | 0 | 2 | 0 | 2     |

## Athlètes engagés
| Sport                 | Hommes | Femmes | Total |
| --------------------- | ------ | ------ | ----- |
| Athlétisme            | 18     | 25     | 43    |
| Aviron                | 21     | 14     | 35    |
| Badminton             | 2      | 2      | 4     |
| Basket-ball 3x3       | 4      | 0      | 4     |
| Beach-volley          | 2      | 4      | 6     |
| Boxe                  | 1      | 1      | 2     |
| Canoë-kayak           | 0      | 1      | 1     |
| Cyclisme              | 16     | 13     | 29    |
| Équitation            | 5      | 3      | 8     |
| Escrime               | 1      | 0      | 1     |
| Football              | 0      | 22     | 22    |
| Golf                  | 0      | 1      | 1     |
| Gymnastique           | 2      | 4      | 6     |
| Haltérophilie         | 1      | 0      | 1     |
| Handball              | 0      | 14     | 14    |
| Hockey sur gazon      | 16     | 16     | 32    |
| Judo                  | 5      | 5      | 10    |
| Natation              | 8      | 8      | 16    |
| Natation synchronisée | -      | 2      | 2     |
| Plongeon              | 0      | 2      | 2     |
| Skateboard            | 0      | 2      | 2     |
| Tennis                | 2      | 2      | 4     |
| Tennis de table       | 0      | 1      | 1     |
| Tir à l'arc           | 3      | 1      | 4     |
| Triathlon             | 2      | 2      | 4     |
| Voile                 | 4      | 6      | 10    |
| Water-polo            | 0      | 13     | 13    |
| Total                 | 113    | 165    | 278   |

## Résultats

### Athlétisme
| Athlète                                                                                 | Épreuve                   | 1er tour         | 1er tour    | Demi-finale | Demi-finale | Finale           | Finale                              |
| Athlète                                                                                 | Épreuve                   | Temps            | Rang        | Temps       | Rang        | Temps            | Rang                                |
| --------------------------------------------------------------------------------------- | ------------------------- | ---------------- | ----------- | ----------- | ----------- | ---------------- | ----------------------------------- |
| Taymir Burnet                                                                           | 200 m masculin            | 20 s 60          | 3e          | 20 s 90     | 8e          | Éliminé          | Éliminé                             |
| Liemarvin Bonevacia                                                                     | 400 m masculin            | 44 s 95          | 1er         | 44 s 62 NR  | 3e          | 45 s 7           | 8e                                  |
| Jochem Dobber                                                                           | 400 m masculin            | 45 s 54          | 3e          | 45 s 48     | 6e          | Éliminé          | Éliminé                             |
| Tony van Diepen                                                                         | 800 m masculin            | 1 min 46 s 3     | 6e          | Éliminé     | Éliminé     | Éliminé          | Éliminé                             |
| Mike Foppen                                                                             | 5 000 m masculin          | Abandon          | Abandon     | Non disputé | Non disputé | Éliminé          | Éliminé                             |
| Nick Smidt                                                                              | 400 m haies masculin      | 49 s 55          | 4e          | 49 s 35     | 7e          | Éliminé          | Éliminé                             |
| Khalid Choukoud                                                                         | Marathon masculin         | Non disputé      | Non disputé | Non disputé | Non disputé | Abandon          | Abandon                             |
| Abdi Nageeye                                                                            | Marathon masculin         | Non disputé      | Non disputé | Non disputé | Non disputé | 2 h 9 min 58 s   | Médaille d'argent, Jeux olympiques  |
| Bart van Nunen                                                                          | Marathon masculin         | Non disputé      | Non disputé | Non disputé | Non disputé | Abandon          | Abandon                             |
| Taymir Burnet Chris Garia Joris van Gool Churandy Martina                               | Relais 4 × 100 m masculin | Abandon          | Abandon     | Non disputé | Non disputé | Éliminés         | Éliminés                            |
| Terrence Agard Ramsey Angela Liemarvin Bonevacia Tony van Diepen Jochem Dobber          | Relais 4 × 400 m masculin | 2 min 59 s 6 NR  | 5e          | Non disputé | Non disputé | 2 min 57 s 18 NR | Médaille d'argent, Jeux olympiques  |
| Marije van Hunenstijn                                                                   | 100 m féminin             | 11 s 27          | 6e          | Éliminée    | Éliminée    | Éliminée         | Éliminée                            |
| Jamile Samuel                                                                           | 100 m féminin             | Forfait          | Forfait     | Forfait     | Forfait     | Forfait          | Forfait                             |
| Dafne Schippers                                                                         | 100 m féminin             | Forfait          | Forfait     | Forfait     | Forfait     | Forfait          | Forfait                             |
| Jamile Samuel                                                                           | 200 m féminin             | Forfait          | Forfait     | Forfait     | Forfait     | Forfait          | Forfait                             |
| Dafne Schippers                                                                         | 200 m féminin             | 23 s 13          | 3e          | 23 s 3      | 6e          | Éliminée         | Éliminée                            |
| Lieke Klaver                                                                            | 400 m féminin             | 51 s 37          | 3e          | 51 s 37     | 6e          | Éliminée         | Éliminée                            |
| Lisanne de Witte                                                                        | 400 m féminin             | 51 s 68          | 4e          | 52 s 9      | 8e          | Éliminée         | Éliminée                            |
| Sifan Hassan                                                                            | 1 500 m féminin           | 4 min 5 s 17     | 1re         | 4 min       | 1re         | 3 min 55 s 86    | Médaille de bronze, Jeux olympiques |
| Sifan Hassan                                                                            | 5 000 m féminin           | 14 min 47 s 89   | 1re         | Non disputé | Non disputé | 14 min 36 s 79   | Médaille d'or, Jeux olympiques      |
| Diane van Es                                                                            | 5 000 m féminin           | 15 min 47 s 1    | 16e         | Non disputé | Non disputé | Éliminée         | Éliminée                            |
| Sifan Hassan                                                                            | 10 000 m féminin          | Non disputé      | Non disputé | Non disputé | Non disputé | 29 min 55 s 32   | Médaille d'or, Jeux olympiques      |
| Susan Krumins                                                                           | 10 000 m féminin          | Non disputé      | Non disputé | Non disputé | Non disputé | Abandon          | Abandon                             |
| Zoë Sedney                                                                              | 100 m haies               | 13 s 3           | 7e          | Éliminée    | Éliminée    | Éliminée         | Éliminée                            |
| Nadine Visser                                                                           | 100 m haies               | 12 s 72          | 2e          | 12 s 63     | 3e          | 12 s 73          | 5e                                  |
| Femke Bol                                                                               | 400 m haies féminin       | 54 s 43          | 1re         | 53 s 91     | 1re         | 52 s 3 ER        | Médaille de bronze, Jeux olympiques |
| Irene van der Reijken                                                                   | 3 000 m steeple féminin   | 9 min 42 s 98    | 30e         | Non disputé | Non disputé | Éliminée         | Éliminée                            |
| Andrea Deelstra                                                                         | Marathon féminin          | Non disputé      | Non disputé | Non disputé | Non disputé | 2 h 37 min 5 s   | 44e                                 |
| Jill Holterman                                                                          | Marathon féminin          | Non disputé      | Non disputé | Non disputé | Non disputé | 2 h 45 min 27 s  | 63e                                 |
| Marije van Hunenstijn Dafne Schippers Naomi Sedney Nadine Visser                        | Relais 4 × 100 m féminin  | 42 s 81          | 5e          | Non disputé | Non disputé | Abandon          | Abandon                             |
| Femke Bol Lieke Klaver Laura de Witte Lisanne de Witte                                  | Relais 4 × 400 m féminin  | 3 min 24 s 1 NR  | 4e          | Non disputé | Non disputé | 3 min 23 s 74 NR | 6e                                  |
| Ramsey Angela Liemarvin Bonevacia Femke Bol Lieke Klaver Jochem Dobber Lisanne de Witte | Relais 4 × 400 m mixte    | 3 min 10 s 69 NR | 2e          | Non disputé | Non disputé | 3 min 10 s 36 NR | 4e                                  |

| Athlète             | Épreuve                   | Qualification | Qualification | Finale      | Finale   |
| Athlète             | Épreuve                   | Performance   | Rang          | Performance | Rang     |
| ------------------- | ------------------------- | ------------- | ------------- | ----------- | -------- |
| Menno Vloon         | Saut à la perche masculin | 5,75 m        | 7e            | 5,55 m      | 13e      |
| Jessica Schilder    | Lancer du poids féminin   | 17,74 m       | 19e           | Éliminée    | Éliminée |
| Jorinde van Klinken | Lancer du disque féminin  | 61,15 m       | 14e           | Éliminée    | Éliminée |

| Athlète          | Épreuve  | 100 H      | SH     | LP      | 200 m   | SL      | LJ      | 800 m         | Total    | Rang                                |
| ---------------- | -------- | ---------- | ------ | ------- | ------- | ------- | ------- | ------------- | -------- | ----------------------------------- |
| Nadine Broersen  | Résultat | 13 s 74    | 1,80 m | 14,50 m | 25 s 57 | Abandon | Abandon | Abandon       | Abandon  | Abandon                             |
| Nadine Broersen  | Points   | 1 015      | 978    | 827     | 835     | -       | -       | -             | Abandon  | Abandon                             |
| Emma Oosterwegel | Résultat | 13 s 36    | 1,80 m | 13,28 m | 24 s 25 | 6,29 m  | 54,60 m | 2 min 11 s 9  | 6 590    | Médaille de bronze, Jeux olympiques |
| Emma Oosterwegel | Points   | 1 071      | 978    | 746     | 957     | 940     | 949     | 949           | 6 590    | Médaille de bronze, Jeux olympiques |
| Anouk Vetter     | Résultat | 13 min 9 s | 1,80 m | 15,29 m | 23 s 81 | 6,47 m  | 51,20 m | 2 min 18 s 72 | 6 689 NR | Médaille d'argent, Jeux olympiques  |
| Anouk Vetter     | Points   | 1 111      | 978    | 880     | 999     | 997     | 883     | 841           | 6 689 NR | Médaille d'argent, Jeux olympiques  |

### Aviron
| Athlète | Compétition                         | Série           | Série | Repêchages     | Repêchages     | Quarts de finale | Quarts de finale | Demi-finale                   | Demi-finale | Finale                 | Finale                              |
| Athlète | Compétition                         | Temps           | Rang  | Temps          | Rang           | Temps            | Rang             | Temps                         | Rang        | Temps                  | Rang                                |
| --- | ----------------------------------- | --------------- | ----- | -------------- | -------------- | ---------------- | ---------------- | ----------------------------- | ----------- | ---------------------- | ----------------------------------- |
| Finn Florijn | Skiff masculin                      | 7 min 4 s 56    | 4e    | Forfait        | Forfait        | Forfait          | Forfait          | Forfait                       | Forfait     | Forfait                | Forfait                             |
| Stef Broenink Melvin Twellaar | Deux de couple masculin             | 6 min 8 s 38 OR | 1er   | Non concernés  | Non concernés  | Non disputé      | Non disputé      | Demi-finale A/B 6 min 20 s 17 | 1er         | Finale A 6 min         | Médaille d'argent, Jeux olympiques  |
| Guillaume Krommenhoek Niki van Sprang | Deux sans barreur masculin          | 6 min 36 s 42   | 2e    | Non concernés  | Non concernés  | Non disputé      | Non disputé      | Demi-finale A/B 6 min 19 s 57 | 4e          | Finale B 6 min 22 s 75 | 7e                                  |
| Jan van der Bij Sander de Graaf Nelson Ritsema Boudewijn Roëll                                                                                 | Quatre sans barreur masculin        | 6 min           | 3e    | 6 min 11 s 22  | 2e             | Non disputé      | Non disputé      | Non disputé                   | Non disputé | Finale A 5 min 50 s 81 | 6e                                  |
| Koen Metsemakers Dirk Uittenbogaard Abe Wiersma Tone Wieten                                                                                    | Quatre de couple masculin           | 5 min 39 s 80   | 1er   | Non concernés  | Non concernés  | Non disputé      | Non disputé      | Non disputé                   | Non disputé | Finale A 5 min 32 s 3  | Médaille d'or, Jeux olympiques      |
| Simon van Dorp Bjorn van den Ende Maarten Hurkmans Ruben Knab Robert Lücken Bram Schwarz Jasper Tissen Mechiel Versluis Eline Berger (barreur) | Huit masculin                       | 5 min 30 s 66   | 1er   | Non concernés  | Non concernés  | Non disputé      | Non disputé      | Non disputé                   | Non disputé | Finale A 5 min 27 s 96 | 5e                                  |
| Sophie Souwer | Skiff féminin                       | 7 min 39 s 96   | 2e    | Non concernée  | Non concernée  | 7 min 59 s 92    | 2e               | Demi-finale A/B 7 min 29 s 66 | 4e          | Finale B 7 min 25 s 96 | 7e                                  |
| Roos de Jong Lisa Scheenaard | Deux de couple féminin              | 6 min 49 s 90   | 1re   | Non concernées | Non concernées | Non disputé      | Non disputé      | Demi-finale A/B 7 min 8 s 9   | 1re         | Finale A 6 min 45 s 73 | Médaille de bronze, Jeux olympiques |
| Marieke Keijser Ilse Paulis | Deux de couple poids légers féminin | 7 min 7 s 73    | 1re   | Non concernées | Non concernées | Non disputé      | Non disputé      | Demi-finale A/B 6 min 43 s 85 | 3e          | Finale A 6 min 48 s 3  | Médaille de bronze, Jeux olympiques |
| Ymkje Clevering Karolien Florijn Elisabeth Hogerwerf Veronique Meester                                                                         | Quatre sans barreur féminin         | 6 min 33 s 47   | 1re   | Non concernées | Non concernées | Non disputé      | Non disputé      | Non disputé                   | Non disputé | Finale A 6 min 15 s 71 | Médaille d'argent, Jeux olympiques  |
| Nicole Beukers Inge Janssen Olivia van Rooijen Laila Youssifou                                                                                 | Quatre de couple féminin            | 6 min 19 s 36   | 2e    | Non concernées | Non concernées | Non disputé      | Non disputé      | Non disputé                   | Non disputé | Finale A 6 min 15 s 75 | 6e                                  |

### Badminton
| Athlète                    | Compétition   | Phase de groupes                              | Phase de groupes                   | Phase de groupes                          | Phase de groupes | 1/8e de finale                    | Quarts de finale               | Demi-finales     | Finale           | Finale    |
| Athlète                    | Compétition   | Adversaire Score                              | Adversaire Score                   | Adversaire Score                          | Rang             | Adversaire Score                  | Adversaire Score               | Adversaire Score | Adversaire Score | Rang      |
| -------------------------- | ------------- | --------------------------------------------- | ---------------------------------- | ----------------------------------------- | ---------------- | --------------------------------- | ------------------------------ | ---------------- | ---------------- | --------- |
| Mark Caljouw               | Simple hommes | Zilberman Victoire 17-21, 21-9, 21-10         | Sai Praneeth Victoire 21-14, 21-14 | Non disputé                               | 1er du gr. D     | Cordón Défaite 17-21, 21-3, 19-21 | Éliminé                        | Éliminé          | Éliminé          | Éliminé   |
| Selena Piek Cheryl Seinen  | Double dames  | Honderich / Tsai Victoire 16-21, 21-14, 21-15 | Hany / Hosny Victoire 21-6, 21-10  | Matsumoto / Nagahara Défaite 22-24, 15-21 | 2e du gr. B      | Non disputé                       | Lee / Shin Défaite 8-21, 17-21 | Éliminées        | Éliminées        | Éliminées |
| Robin Tabeling Selena Piek | Double mixte  | Seo / Chae Défaite 21-16, 15-21, 11-21        | Zheng / Huang Défaite 15-21, 20-22 | Elgamal / Hany Victoire 21-9, 21-4        | 3e du gr. A      | Non disputé                       | Éliminés                       | Éliminés         | Éliminés         | Éliminés  |

### Basket-ball à trois
| Épreuve          | Phase de poules      | Phase de poules    | Phase de poules      | Phase de poules      | Phase de poules        | Phase de poules        | Phase de poules        | Phase de poules | Quart de finale   | Demi-finale      | Finale / MB      | Rang |
| Épreuve          | Adversaire Score     | Adversaire Score   | Adversaire Score     | Adversaire Score     | Adversaire Score       | Adversaire Score       | Adversaire Score       | Rang            | Adversaire Score  | Adversaire Score | Adversaire Score | Rang |
| ---------------- | -------------------- | ------------------ | -------------------- | -------------------- | ---------------------- | ---------------------- | ---------------------- | --------------- | ----------------- | ---------------- | ---------------- | ---- |
| Tournoi masculin | Serbie Défaite 15-16 | ROC Victoire 18-15 | Japon Victoire 21-20 | Chine Victoire 21-18 | Belgique Défaite 17-18 | Pologne Victoire 22-20 | Lettonie Défaite 18-22 | 4e              | ROC Défaite 19-21 | Éliminés         | Éliminés         | 5e   |

### Beach-volley
| Athlètes                          | Compétition      | Tour préliminaire                           | Tour préliminaire                           | Tour préliminaire                          | Tour préliminaire | Repêchage                                  | 1/8e de finale                   | Quarts de finale | Demi-finale      | Finale / 3e place | Rang |
| Athlètes                          | Compétition      | Adversaire Score                            | Adversaire Score                            | Adversaire Score                           | Rang              | Adversaire Score                           | Adversaire Score                 | Adversaire Score | Adversaire Score | Adversaire Score  | Rang |
| --------------------------------- | ---------------- | ------------------------------------------- | ------------------------------------------- | ------------------------------------------ | ----------------- | ------------------------------------------ | -------------------------------- | ---------------- | ---------------- | ----------------- | ---- |
| Alexander Brouwer Robert Meeuwsen | Tournoi masculin | Lucena / Dalhausser Victoire 21-17, 21-18   | Azaad / Capogrosso Victoire 21-14, 21-14    | Alison / Álvaro Défaite 14-21, 22-24       | 2e                | -                                          | Mol / Sørum Défaite 17-21, 19-21 | Éliminés         | Éliminés         | Éliminés          | =9e  |
| Sanne Keizer Madelein Meppelink   | Tournoi féminin  | Liliana / Elsa Défaite 21-19, 18-21, 14-16  | Xue / Wang Défaite 21-19, 29-31, 13-15      | Klineman / Ross Défaite 22-20, 17-21, 5-15 | 4e                | Éliminées                                  | Éliminées                        | Éliminées        | Éliminées        | Éliminées         | =19e |
| Raïsa Schoon Katja Stam           | Tournoi féminin  | Pavan / Humana-Paredes Défaite 16-21, 14-21 | Heidrich / Vergé-Dépré Défaite 20-22, 18-21 | Sude / Borger Victoire 24-22, 21-16        | 3e                | Echevarría / Martínez Défaite 17-21, 17-21 | Éliminées                        | Éliminées        | Éliminées        | Éliminées         | =17e |

### Boxe
| Athlète         | Catégorie              | 1/16e de finale     | 1/8e de finale      | Quart de finale        | Demi-finale         | Finale              | Rang                                |
| Athlète         | Catégorie              | Adversaire Résultat | Adversaire Résultat | Adversaire Résultat    | Adversaire Résultat | Adversaire Résultat | Rang                                |
| --------------- | ---------------------- | ------------------- | ------------------- | ---------------------- | ------------------- | ------------------- | ----------------------------------- |
| Enrico Lacruz   | Légers hommes (-63 kg) | Davis Défaite 0-5   | Éliminé             | Éliminé                | Éliminé             | Éliminé             | =17e                                |
| Nouchka Fontijn | Moyens femmes (-75 kg) | Non disputé         | Wójcik Victoire 4-1 | Thibeault Victoire 5-0 | Price Défaite 2-3   | Éliminée            | Médaille de bronze, Jeux olympiques |

### Canoë-kayak
| Athlète        | Compétition | Série    | Série | Série    | Série | Série    | Série | Demi-finale | Demi-finale | Finale   | Finale |
| Athlète        | Compétition | Run 1    | Rang  | Run 2    | Rang  | Meilleur | Rang  | Temps       | Rang        | Temps    | Rang   |
| -------------- | ----------- | -------- | ----- | -------- | ----- | -------- | ----- | ----------- | ----------- | -------- | ------ |
| Martina Wegman | K-1 féminin | 113 s 29 | 12e   | 109 s 84 | 10e   | 109 s 84 | 12e   | 108 s 74    | 8e          | 111 s 33 | 7e     |

### Cyclisme

#### BMX
| Athlète        | Compétition | Quart de finale | Quart de finale | Demi-finale | Demi-finale | Finale   | Finale                              |
| Athlète        | Compétition | Points          | Rang            | Points      | Rang        | Temps    | Rang                                |
| -------------- | ----------- | --------------- | --------------- | ----------- | ----------- | -------- | ----------------------------------- |
| Twan van Gendt | Hommes      | 5               | 2e              | 23          | 8e          | Éliminé  | 16e                                 |
| Joris Harmsen  | Hommes      | 6               | 2e              | 18          | 7e          | Éliminé  | 13e                                 |
| Niek Kimmann   | Hommes      | 4               | 1er             | 6           | 1er         | 39 s 53  | Médaille d'or, Jeux olympiques      |
| Judy Baauw     | Femmes      | 7               | 2e              | 17          | 7e          | Éliminée | 13e                                 |
| Laura Smulders | Femmes      | 4               | 1re             | 24          | 8e          | Éliminée | 16e                                 |
| Merel Smulders | Femmes      | 10              | 3e              | 14          | 3e          | 44 s 721 | Médaille de bronze, Jeux olympiques |

#### Sur piste
| Athlète             | Compétition | Qualification          | Qualification | 1er tour                              | 2e tour                                 | 3e tour                                 | Quarts de finale                          | Demi-finale                                | Finale Match de classement                          | Finale Match de classement         |
| Athlète             | Compétition | Temps Vitesse          | Rang          | Adversaire Temps Vitesse              | Adversaire Temps Vitesse                | Adversaire Temps Vitesse                | Adversaire Temps Vitesse                  | Adversaire Temps Vitesse                   | Adversaire Temps Vitesse                            | Rang                               |
| ------------------- | ----------- | ---------------------- | ------------- | ------------------------------------- | --------------------------------------- | --------------------------------------- | ----------------------------------------- | ------------------------------------------ | --------------------------------------------------- | ---------------------------------- |
| Jeffrey Hoogland    | Hommes      | 9 s 215 OR 78,133 km/h | 1er           | Mitchell Victoire 9 s 821 73,312 km/h | Bötticher Victoire 10 s 034 71,756 km/h | Awang Victoire 9 s 831 73,238 km/h      | Vigier Victoire 10 s 204 Victoire 9 s 902 | Dmitriev Victoire 9 s 692 Victoire 9 s 786 | Lavreysen Victoire 9 s 724 Défaite                  | Médaille d'argent, Jeux olympiques |
| Harrie Lavreysen    | Hommes      | 9 s 215 78,133 km/h    | 2e            | Sahrom Victoire 10 s 005 71 964km     | Tjon En Fa Victoire 9 s 766 73,725 km/h | Sahrom Victoire 9 s 635 74,724 km/h     | Kenny Victoire 10 s 243 Victoire 10 s 551 | Carlin Victoire 9 s 747 Victoire 9 s 784   | Hoogland Défaite Victoire 9 s 776 Victoire 10 s 681 | Médaille d'or, Jeux olympiques     |
| Shanne Braspennincx | Femmes      | 10 s 479 68,709 km/h   | 7e            | Bao Victoire 10 s 979 65,580 km/h     | Zhong Victoire 10 s 912 65,982 km/h     | Starikova Victoire 10 s 889 66,122 km/h | Hinze Défaite                             | Non qualifiée                              | 5e place Friedrich Genest Marchant Défaite          | 7e                                 |
| Laurine van Riessen | Femmes      | Forfait                | Forfait       | Forfait                               | Forfait                                 | Forfait                                 | Forfait                                   | Forfait                                    | Forfait                                             | Forfait                            |

| Athlète                                                            | Compétition | Qualification           | Qualification | Demi-finale                              | Demi-finale | Finale                                           | Finale                         |
| Athlète                                                            | Compétition | Temps Vitesse           | Rang          | Adversaire Temps Vitesse                 | Rang        | Adversaire Temps Vitesse                         | Rang                           |
| ------------------------------------------------------------------ | ----------- | ----------------------- | ------------- | ---------------------------------------- | ----------- | ------------------------------------------------ | ------------------------------ |
| Roy van den Berg Jeffrey Hoogland Harrie Lavreysen Matthijs Büchli | Hommes      | 42 s 134 OR 64,081 km/h | 1er           | Pologne Victoire 41 s 431 OR 65,169 km/h | 1er         | Grande-Bretagne Victoire 41 s 369 OR 65,266 km/h | Médaille d'or, Jeux olympiques |
| Shanne Braspennincx Laurine van Riessen                            | Femmes      | 32 s 465 NR 55,444 km/h | 3e            | Pologne Victoire 32 s 308 NR 55,714 km/h | 4e          | ROC Défaite 32 s 504 55,378 km/h                 | 4e                             |

| Athlète             | Compétition | 1er tour | Repêchages | Quarts de finale | Demi-finale | Finale (1-6) ou classement (7-12)   |
| Athlète             | Compétition | Rang     | Rang       | Rang             | Rang        | Rang                                |
| ------------------- | ----------- | -------- | ---------- | ---------------- | ----------- | ----------------------------------- |
| Matthijs Büchli     | Hommes      | 3e       | 3e         | Éliminé          | Éliminé     | 19e                                 |
| Harrie Lavreysen    | Hommes      | 5e       | 1er        | 4e               | 3e          | Médaille de bronze, Jeux olympiques |
| Shanne Braspennincx | Femmes      | 3e       | 1re        | 1re              | 1re         | Médaille d'or, Jeux olympiques      |
| Laurine van Riessen | Femmes      | 1re      | -          | ab               | Éliminée    | Éliminée                            |

| Athlète              | Compétition | Scratch | Scratch | Course tempo | Course tempo | Élimination | Élimination | Course aux points | Course aux points | Total | Rang                                |
| Athlète              | Compétition | Rang    | Points  | Rang         | Points       | Rang        | Points      | Rang              | Points            | Total | Rang                                |
| -------------------- | ----------- | ------- | ------- | ------------ | ------------ | ----------- | ----------- | ----------------- | ----------------- | ----- | ----------------------------------- |
| Jan-Willem van Schip | Hommes      | 3e      | 36      | 1er          | 40           | 4e          | 34          | 12e               | 2                 | 112   | 6e                                  |
| Kirsten Wild         | Femmes      | 5e      | 32      | 2e           | 38           | 11e         | 20          | 2e                | 18                | 108   | Médaille de bronze, Jeux olympiques |

| Athlète                          | Épreuve | Points | Tours | Classement |
| -------------------------------- | ------- | ------ | ----- | ---------- |
| Yoeri Havik Jan-Willem van Schip | Hommes  | 17     | 0     | 5e         |
| Amy Pieters Kirsten Wild         | Femmes  | 21     | 0     | 4e         |

#### Sur route
| Athlète              | Compétition | Temps          | Rang                                |
| -------------------- | ----------- | -------------- | ----------------------------------- |
| Tom Dumoulin         | Hommes      | 56 min 5 s 58  | Médaille d'argent, Jeux olympiques  |
| Anna van der Breggen | Femmes      | 31 min 15 s 12 | Médaille de bronze, Jeux olympiques |
| Annemiek van Vleuten | Femmes      | 31 min 13 s 49 | Médaille d'or, Jeux olympiques      |

| Athlète              | Compétition | Temps           | Rang                               |
| -------------------- | ----------- | --------------- | ---------------------------------- |
| Dylan van Baarle     | Hommes      | 6 h 9 min 4 s   | 15e                                |
| Tom Dumoulin         | Hommes      | 6 h 15 min 38 s | 44e                                |
| Yoeri Havik          | Hommes      | Abandon         | Abandon                            |
| Wilco Kelderman      | Hommes      | 6 h 15 min 38 s | 51e                                |
| Bauke Mollema        | Hommes      | 6 h 6 min 33 s  | 4e                                 |
| Annemiek van Vleuten | Femmes      | 3 h 54          | Médaille d'argent, Jeux olympiques |
| Anna van der Breggen | Femmes      | 3 h 54 min 31 s | 15e                                |
| Demi Vollering       | Femmes      | 3 h 55 min 41 s | 25e                                |
| Marianne Vos         | Femmes      | 3 h 54 min 31 s | 5e                                 |

#### VTT
| Athlète              | Compétition | Temps           | Rang    |
| -------------------- | ----------- | --------------- | ------- |
| Mathieu van der Poel | Hommes      | Abandon         | Abandon |
| Milan Vader          | Hommes      | 1 h 27 min 21 s | 10e     |
| Anne Tauber          | Femmes      | 1 h 20 min 18 s | 11e     |
| Anne Terpstra        | Femmes      | 1 h 18 min 21 s | 5e      |

### Équitation
| Athlète                                             | Cheval         | Compétition | Grand Prix | Grand Prix | Grand prix spécial | Grand prix spécial | Grand prix libre | Grand prix libre | Total    | Total |
| Athlète                                             | Cheval         | Compétition | Score      | Rang       | Score              | Rang               | Technique        | Artistique       | Score    | Rang  |
| --------------------------------------------------- | -------------- | ----------- | ---------- | ---------- | ------------------ | ------------------ | ---------------- | ---------------- | -------- | ----- |
| Marlies van Baalen                                  | Go Legend      | Individuel  | 71,615     | 20e        | Non disputé        | Non disputé        | Éliminée         | Éliminée         | Éliminée | 20e   |
| Edward Gal                                          | Total US       | Individuel  | 78,649     | 6e         | Non disputé        | Non disputé        | 79,143           | 89,171           | 84,157   | 6e    |
| Hans Peter Minderhoud                               | Dream Boy      | Individuel  | 76,817     | 9e         | Non disputé        | Non disputé        | 75,536           | 85,829           | 80,682   | 12e   |
| Marlies van Baalen Edward Gal Hans Peter Minderhoud | voir ci-dessus | Par équipes | 7 312,0    | 5e         | 7 479,5            | 5e                 | Non disputé      | Non disputé      | 7 479,5  | 5e    |

| Athlète             | Cheval            | Compétition | Dressage  | Dressage | Cross-country | Cross-country | Cross-country | Saut d'obstacles | Saut d'obstacles | Saut d'obstacles | Saut d'obstacles | Saut d'obstacles | Saut d'obstacles | Total     | Total    |
| Athlète             | Cheval            | Compétition | Dressage  | Dressage | Cross-country | Cross-country | Cross-country | Qualification    | Qualification    | Qualification    | Finale           | Finale           | Finale           | Total     | Total    |
| Athlète             | Cheval            | Compétition | Pénalités | Rang     | Pénalités     | Total         | Rang          | Pénalités        | Total            | Rang             | Pénalités        | Total            | Rang             | Pénalités | Rang     |
| ------------------- | ----------------- | ----------- | --------- | -------- | ------------- | ------------- | ------------- | ---------------- | ---------------- | ---------------- | ---------------- | ---------------- | ---------------- | --------- | -------- |
| Merel Blom          | The Quizmaster    | Individuel  | 31,50     | =21e     | Disqualifiée  | Disqualifiée  | Disqualifiée  | Éliminée         | Éliminée         | Éliminée         | Éliminée         | Éliminée         | Éliminée         | Éliminée  | Éliminée |
| Janneke Boonzaaijer | Champ de Tailleur | Individuel  | 33,00     | 30e      | Disqualifiée  | Disqualifiée  | Disqualifiée  | Éliminée         | Éliminée         | Éliminée         | Éliminée         | Éliminée         | Éliminée         | Éliminée  | Éliminée |

| Athlète                                                            | Cheval                                   | Compétition | Qualification | Qualification | Qualification | Qualification | Qualification | Finale    | Finale    | Finale    | Finale  | Finale  | Barrage       | Barrage       | Barrage                             |
| Athlète                                                            | Cheval                                   | Compétition | Pénalités     | Pénalités     | Pénalités     | Temps         | Rang          | Pénalités | Pénalités | Pénalités | Temps   | Rang    | Pénalités     | Temps         | Rang                                |
| Athlète                                                            | Cheval                                   | Compétition | Saut          | Temps         | Total         | Temps         | Rang          | Saut      | Temps     | Total     | Temps   | Rang    | Pénalités     | Temps         | Rang                                |
| ------------------------------------------------------------------ | ---------------------------------------- | ----------- | ------------- | ------------- | ------------- | ------------- | ------------- | --------- | --------- | --------- | ------- | ------- | ------------- | ------------- | ----------------------------------- |
| Willem Greve                                                       | Zypria S                                 | Individuel  | 4,00          | 0,00          | 4,00          | 86,20         | 31e           | Éliminé   | Éliminé   | Éliminé   | Éliminé | Éliminé | Éliminé       | Éliminé       | Éliminé                             |
| Marc Houtzager                                                     | Dante                                    | Individuel  | 0,00          | 0,00          | 0,00          | 88,02         | =1er          | 12,00     | 1,00      | 13,00     | 88,10   | 21e     | Non qualifié  | Non qualifié  | Non qualifié                        |
| Maikel Van der Vleuten                                             | Beauville Z                              | Individuel  | 0,00          | 0,00          | 0,00          | 84,61         | =1re          | 0,00      | 0,00      | 0,00      | 85,31   | =1re    | 0             | 38,90         | Médaille de bronze, Jeux olympiques |
| Willem Greve Marc Houtzager Harrie Smolders Maikel Van der Vleuten | Zypria S Dante Bingo du Parc Beauville Z | Par équipes | 26            | 26            | 26            | 26            | 9e            | 17        | 17        | 17        | 17      | 4e      | Non qualifiés | Non qualifiés | Non qualifiés                       |

### Escrime
| Athlète       | Compétition       | 1/32e de finale  | 1/16e de finale      | 1/8e de finale        | Quarts de finale | Demi-finale Classement 5-8 | Finale 3e place Classement 5e, 7e places | Rang |
| Athlète       | Compétition       | Adversaire Score | Adversaire Score     | Adversaire Score      | Adversaire Score | Adversaire Score           | Adversaire Score                         | Rang |
| ------------- | ----------------- | ---------------- | -------------------- | --------------------- | ---------------- | -------------------------- | ---------------------------------------- | ---- |
| Bas Verwijlen | Épée individuelle | Exempté          | Kweon Victoire 15-10 | Cannone Défaite 11-15 | Éliminé          | Éliminé                    | Éliminé                                  | 9e   |

### Football
| Compétition     | Phase de groupe      | Phase de groupe  | Phase de groupe    | Phase de groupe | Quart de finale                    | Demi-finale      | Finale / MB      | Finale / MB |
| Compétition     | Adversaire Score     | Adversaire Score | Adversaire Score   | Rang            | Adversaire Score                   | Adversaire Score | Adversaire Score | Rang        |
| --------------- | -------------------- | ---------------- | ------------------ | --------------- | ---------------------------------- | ---------------- | ---------------- | ----------- |
| Tournoi féminin | Zambie Victoire 10-3 | Brésil Nul 3-3   | Chine Victoire 8-2 | 1re             | États-Unis Défaite 2-2 (2-4 a. p.) | Éliminées        | Éliminées        | 5e          |

### Golf
| Athlète      | Compétition      | Scores | Scores | Scores | Scores | Total     | Rang |
| Athlète      | Compétition      | Jour 1 | Jour 2 | Jour 3 | Jour 4 | Total     | Rang |
| ------------ | ---------------- | ------ | ------ | ------ | ------ | --------- | ---- |
| Anne van Dam | Épreuve féminine | 74     | 78     | 69     | 77     | 298 (+14) | 57e  |

### Gymnastique artistique
| Athlète         | Compétition | Qualifications | Qualifications | Finale  | Finale  |
| Athlète         | Compétition | Note           | Rang           | Note    | Rang    |
| --------------- | ----------- | -------------- | -------------- | ------- | ------- |
| Bart Deurloo    | Barre fixe  | 14,400         | 8e             | 12,266  | 7e      |
| Epke Zonderland | Barre fixe  | 13,833         | 23e            | Éliminé | Éliminé |

| Athlète             | Qualifications | Qualifications      | Qualifications | Qualifications | Qualifications | Qualifications | Finale    | Finale              | Finale    | Finale    | Finale    | Finale    |
| Athlète             | Appareil       | Appareil            | Appareil       | Appareil       | Total          | Rang           | Appareil  | Appareil            | Appareil  | Appareil  | Total     | Rang      |
| Athlète             | Saut           | Barres asymétriques | Poutre         | Sol            | Total          | Rang           | Saut      | Barres asymétriques | Poutre    | Sol       | Total     | Rang      |
| ------------------- | -------------- | ------------------- | -------------- | -------------- | -------------- | -------------- | --------- | ------------------- | --------- | --------- | --------- | --------- |
| Vera van Pol        | 14,100         | 13,133              | 11,600         | 12,900         | 51,733         | 47e            | Éliminées | Éliminées           | Éliminées | Éliminées | Éliminées | Éliminées |
| Eythora Thorsdottir | 14,433         | 13,000              | 12,333         | 13,133         | 52,899         | 36e            | Éliminées | Éliminées           | Éliminées | Éliminées | Éliminées | Éliminées |
| Lieke Wevers        | 13,600         | 13,533              | 13,366         | 12,866         | 53,365         | 32e            | Éliminées | Éliminées           | Éliminées | Éliminées | Éliminées | Éliminées |
| Sanne Wevers        | -              | 11,733              | 13,866         | -              | -              | -              | Éliminées | Éliminées           | Éliminées | Éliminées | Éliminées | Éliminées |
| Total               | 42,133         | 39,666              | 39,565         | 38,899         | 160,263        | 11e            | Éliminées | Éliminées           | Éliminées | Éliminées | Éliminées | Éliminées |

| Athlète      | Compétition      | Qualifications                 | Qualifications                 | Qualifications                 | Qualifications                 | Qualifications                 | Qualifications                 | Finale   | Finale              | Finale   | Finale   | Finale | Finale |
| Athlète      | Compétition      | Appareil                       | Appareil                       | Appareil                       | Appareil                       | Total                          | Rang                           | Appareil | Appareil            | Appareil | Appareil | Total  | Rang   |
| Athlète      | Compétition      | Saut                           | Barres asymétriques            | Poutre                         | Sol                            | Total                          | Rang                           | Saut     | Barres asymétriques | Poutre   | Sol      | Total  | Rang   |
| ------------ | ---------------- | ------------------------------ | ------------------------------ | ------------------------------ | ------------------------------ | ------------------------------ | ------------------------------ | -------- | ------------------- | -------- | -------- | ------ | ------ |
| Lieke Wevers | Concours général | voir les résultats par équipes | voir les résultats par équipes | voir les résultats par équipes | voir les résultats par équipes | voir les résultats par équipes | voir les résultats par équipes | 13,266   | 13,366              | 12,400   | 12,066   | 51,098 | 24e    |

### Haltérophilie
| Athlète      | Compétition           | Arraché  | Arraché | Épaulé-jeté | Épaulé-jeté | Total  | Rang |
| Athlète      | Compétition           | Résultat | Rang    | Résultat    | Rang        | Total  | Rang |
| ------------ | --------------------- | -------- | ------- | ----------- | ----------- | ------ | ---- |
| Enzo Kuworge | Plus de 109 kg hommes | 175 kg   | 11e     | 234 kg      | 5e          | 409 kg | 6e   |

### Handball
| Compétition     | Phase de groupe      | Phase de groupe             | Phase de groupe       | Phase de groupe       | Phase de groupe           | Phase de groupe | Quart de finale      | Demi-finale      | Finale / 3e place | Finale / 3e place |
| Compétition     | Adversaire Score     | Adversaire Score            | Adversaire Score      | Adversaire Score      | Adversaire Score          | Rang            | Adversaire Score     | Adversaire Score | Adversaire Score  | Rang              |
| --------------- | -------------------- | --------------------------- | --------------------- | --------------------- | ------------------------- | --------------- | -------------------- | ---------------- | ----------------- | ----------------- |
| Tournoi féminin | Japon Victoire 32-21 | Corée du Sud Victoire 43-36 | Angola Victoire 37-28 | Norvège Défaite 27-29 | Monténégro Victoire 30-29 | 2e              | France Défaite 22-32 | Éliminées        | Éliminées         | 5e                |

### Hockey sur gazon
| Compétition      | Phase de groupe      | Phase de groupe             | Phase de groupe             | Phase de groupe              | Phase de groupe        | Phase de groupe | Quart de finale                      | Demi-finale                  | Finale / MB            | Finale / MB                    |
| Compétition      | Adversaire Score     | Adversaire Score            | Adversaire Score            | Adversaire Score             | Adversaire Score       | Rang            | Adversaire Score                     | Adversaire Score             | Adversaire Score       | Rang                           |
| ---------------- | -------------------- | --------------------------- | --------------------------- | ---------------------------- | ---------------------- | --------------- | ------------------------------------ | ---------------------------- | ---------------------- | ------------------------------ |
| Tournoi masculin | Belgique Défaite 1-3 | Afrique du Sud Victoire 5-3 | Canada Victoire 4-2         | Grande-Bretagne Nul 2-2      | Allemagne Défaite 1-3  | 4e              | Australie Défaite 2-2 (0-3 t. a. b.) | Éliminés                     | Éliminés               | 6e                             |
| Tournoi féminin  | Inde Victoire 5-1    | Irlande Victoire 4-0        | Afrique du Sud Victoire 5-0 | Grande-Bretagne Victoire 1-0 | Allemagne Victoire 3-1 | 1re             | Nouvelle-Zélande Victoire 3-0        | Grande-Bretagne Victoire 5-1 | Argentine Victoire 3-1 | Médaille d'or, Jeux olympiques |

### Judo
| Athlète | Compétition            | 1er tour                 | 2e tour                     | Quart de finale          | Demi-finale            | Repêchage                   | Finale / MB                | Rang                                |
| Athlète | Compétition            | Adversaire Résultat      | Adversaire Résultat         | Adversaire Résultat      | Adversaire Résultat    | Adversaire Résultat         | Adversaire Résultat        | Rang                                |
| --- | ---------------------- | ------------------------ | --------------------------- | ------------------------ | ---------------------- | --------------------------- | -------------------------- | ----------------------------------- |
| Tornike Tsjakadoea                                                                                          | Moins de 60 kg hommes  | Dashdavaa Victoire 01-00 | Mshvidobadze Victoire 01-00 | Yang Défaite 00-10       | Non qualifié           | Artem Lesiuk Victoire 10-00 | Smetov Défaite 00-01       | =5e                                 |
| Frank de Wit                                                                                                | Moins de 81 kg hommes  | Percival Victoire 10-00  | Ressel Défaite 00-01        | Éliminé                  | Éliminé                | Éliminé                     | Éliminé                    | =9e                                 |
| Noël van 't End                                                                                             | Moins de 90 kg hommes  | Persoglia Victoire 10-00 | Clerget Victoire 01-00      | Žgank Défaite 00-10      | Non qualifié           | Tóth Défaite 00-01          | Éliminé                    | =7e                                 |
| Michael Korrel                                                                                              | Moins de 100 kg hommes | Exempté                  | Frey Défaite 00-01          | Éliminé                  | Éliminé                | Éliminé                     | Éliminé                    | =9e                                 |
| Henk Grol                                                                                                   | Plus de 100 kg hommes  | Exempté                  | Oltiboev Défaite 00-10      | Éliminé                  | Éliminé                | Éliminé                     | Éliminé                    | =9e                                 |
| Sanne Verhagen                                                                                              | Moins de 57 kg femmes  | Filzmoser Victoire 10-00 | Gjakova Défaite 00-01       | Éliminée                 | Éliminée               | Éliminée                    | Éliminée                   | =9e                                 |
| Juul Franssen                                                                                               | Moins de 63 kg femmes  | Obradović Victoire 10-00 | Häcker Victoire 10-00       | Agbegnenou Défaite 00-01 | Non qualifiée          | Quadros Victoire 10-00      | Centracchio Défaite 00-10  | =5e                                 |
| Sanne van Dijke                                                                                             | Moins de 70 kg femmes  | Exemptée                 | Matniyazova Victoire 10-00  | Bellandi Victoire 11-01  | Polleres Défaite 00-01 | -                           | Scoccimarro Victoire 10-00 | Médaille de bronze, Jeux olympiques |
| Guusje Steenhuis                                                                                            | Moins de 78 kg femmes  | Exemptée                 | Turchyn Victoire 01-00      | Yoon Défaite 00-01       | Non qualifiée          | Antomarchi Défaite 00-10    | Éliminée                   | =7e                                 |
| Tessie Savelkouls                                                                                           | Plus de 78 kg femmes   | Han Défaite 00-01        | Éliminée                    | Éliminée                 | Éliminée               | Éliminée                    | Éliminée                   | =17e                                |
| Noël van 't End Henk Grol Michael Korrel Tornike Tsjakadoea Sanne van Dijke Guusje Steenhuis Sanne Verhagen | Par équipes            | Non disputé              | Ukraine Victoire 4-3        | Brésil Victoire 4-2      | France Défaite 0-4     | -                           | Allemagne Défaite 2-4      | =5e                                 |

### Natation
| Athlète                                                                         | Épreuve                       | Série            | Série       | Demi-finale   | Demi-finale | Finale            | Finale                             |
| Athlète                                                                         | Épreuve                       | Temps            | Rang        | Temps         | Rang        | Temps             | Rang                               |
| ------------------------------------------------------------------------------- | ----------------------------- | ---------------- | ----------- | ------------- | ----------- | ----------------- | ---------------------------------- |
| Thom de Boer                                                                    | 100 m nage libre masculin     | 21 s 75          | 6e          | 21 s 78       | 8e          | 21 s 79           | 8e                                 |
| Jesse Puts                                                                      | 100 m nage libre masculin     | 21 s 84          | 7e          | 21 s 87       | 12e         | Éliminé           | Éliminé                            |
| Stan Pijnenburg                                                                 | 100 m nage libre masculin     | 48 s 53          | 21e         | Éliminé       | Éliminé     | Éliminé           | Éliminé                            |
| Caspar Corbeau                                                                  | 100 m brasse masculin         | 1 min            | 25e         | Éliminé       | Éliminé     | Éliminé           | Éliminé                            |
| Caspar Corbeau                                                                  | 200 m brasse masculin         | 2 min 10 s 21    | 21e         | Éliminé       | Éliminé     | Éliminé           | Éliminé                            |
| Arno Kamminga                                                                   | 100 m brasse masculin         | 57 s 80 NR       | 2e          | 58 s 19       | 2e          | 58 s              | Médaille d'argent, Jeux olympiques |
| Arno Kamminga                                                                   | 200 m brasse masculin         | 2 min 7 s 37     | 1er         | 2 min 7 s 99  | 3e          | 2 min 7 s 1       | Médaille d'argent, Jeux olympiques |
| Nyls Korstanje                                                                  | 100 m papillon masculin       | 51 s 54 NR       | 11e         | 51 s 80       | 12e         | Éliminé           | Éliminé                            |
| Arjan Knipping                                                                  | 200 m 4 nages masculin        | 1 min 59 s 44 NR | 30e         | Éliminé       | Éliminé     | Éliminé           | Éliminé                            |
| Arjan Knipping                                                                  | 400 m 4 nages masculin        | 4 min 15 s 83    | 17e         | Non disputé   | Non disputé | Éliminé           | Éliminé                            |
| Thom de Boer Nyls Korstanje Stan Pijnenburg Jesse Puts                          | 4 × 100 m nage libre masculin | 3 min 14 s 7     | 12e         | Non disputé   | Non disputé | Éliminés          | Éliminés                           |
| Ferry Weertman                                                                  | 10 km en eau libre masculin   | Non disputé      | Non disputé | Non disputé   | Non disputé | 1 h 51 min 30 s 8 | 7e                                 |
| Femke Heemskerk                                                                 | 50 m nage libre féminin       | 24 s 77          | 16e         | Forfait       | Forfait     | Éliminée          | Éliminée                           |
| Femke Heemskerk                                                                 | 100 m nage libre féminin      | 53 s 10          | 9e          | 52 s 93       | 6e          | 52 s 79           | 4e                                 |
| Ranomi Kromowidjojo                                                             | 50 m nage libre féminin       | 24 s 41          | 8e          | 24 s 29       | 7e          | 24 s 30           | 4e                                 |
| Ranomi Kromowidjojo                                                             | 100 m nage libre féminin      | 53 s 71          | 16e         | Éliminée      | Éliminée    | Éliminée          | Éliminée                           |
| Tes Schouten                                                                    | 100 m brasse féminin          | 1 min 7 s 89     | 25e         | Éliminée      | Éliminée    | Éliminée          | Éliminée                           |
| Kira Toussaint                                                                  | 100 m dos féminin             | 59 s 21          | 7e          | 59 s 9        | 7e          | 59 s 11           | 7e                                 |
| Maaike de Waard                                                                 | 100 m dos féminin             | 1 min            | 15e         | 1 min         | 16e         | Éliminée          | Éliminée                           |
| Sharon van Rouwendaal                                                           | 200 m dos féminin             | 2 min 11 s 24    | 16e         | 2 min 12 s 98 | 16e         | Éliminée          | Éliminée                           |
| Sharon van Rouwendaal                                                           | 10 km en eau libre féminin    | Non disputé      | Non disputé | Non disputé   | Non disputé | 1 h 59 min 31 s 7 | Médaille d'argent, Jeux olympiques |
| Kim Busch Femke Heemskerk Ranomi Kromowidjojo Kira Toussaint Marrit Steenbergen | 4 × 100 m nage libre féminin  | 3 min 33 s 51    | 2e          | Non disputé   | Non disputé | 3 min 33 s 70     | 4e                                 |
| Femke Heemskerk Tes Schouten Kira Toussaint Maaike de Waard                     | 4 × 100 m 4 nages féminin     | 3 min 59 s 89    | 10e         | Non disputé   | Non disputé | Éliminées         | Éliminées                          |
| Arno Kamminga Nyls Korstanje Femke Heemskerk Kira Toussaint Ranomi Kromowidjojo | 4 × 100 m 4 nages féminin     | 3 min 43 s 25    | 6e          | Non disputé   | Non disputé | 3 min 41 s 25 NR  | 6e                                 |

### Natation synchronisée
| Athlètes                             | Compétition | Qualifications      | Qualifications  | Qualifications | Qualifications | Finale          | Finale                    | Finale          |
| Athlètes                             | Compétition | Programme technique | Programme libre | Total          | Rang           | Programme libre | Programme libre           | Programme libre |
| Athlètes                             | Compétition | Points              | Points          | Total          | Rang           | Points          | Total (technique + libre) | Rang            |
| ------------------------------------ | ----------- | ------------------- | --------------- | -------------- | -------------- | --------------- | ------------------------- | --------------- |
| Bregje de Brouwer Noortje de Brouwer | Duo         | 87,2612             | 88,1667         | 175,4279       | 9e             | 88,9000         | 176,1612                  | 9e              |

### Plongeon
| Athlète          | Compétition          | Éliminatoires | Éliminatoires | Demi-finale | Demi-finale | Finale | Finale |
| Athlète          | Compétition          | Points        | Rang          | Points      | Rang        | Points | Rang   |
| ---------------- | -------------------- | ------------- | ------------- | ----------- | ----------- | ------ | ------ |
| Inge Jansen      | Tremplin à 3 mètres  | 278,75        | 16e           | 301,90      | 9e          | 311,05 | 5e     |
| Celine van Duijn | Haut-vol à 10 mètres | 306,80        | 11e           | 306,45      | 10e         | 287,70 | 10e    |

### Skateboard
| Athlète           | Compétition | Rounds  | Rounds  | Finale   | Finale   |
| Athlète           | Compétition | Points  | Rang    | Points   | Rang     |
| ----------------- | ----------- | ------- | ------- | -------- | -------- |
| Candy Jacobs      | Femmes      | Forfait | Forfait | Forfait  | Forfait  |
| Keet Oldenbeuving | Femmes      | 8,70    | 12e     | Éliminée | Éliminée |
| Roos Zwetsloot    | Femmes      | 13,48   | 4e      | 11,26    | 5e       |

### Taekwondo
| Athlète        | Compétition          | Huitièmes de finale | Quarts de finale    | Demi-finale         | Repêchage           | Finale / MB         | Rang    |
| Athlète        | Compétition          | Adversaire Résultat | Adversaire Résultat | Adversaire Résultat | Adversaire Résultat | Adversaire Résultat | Rang    |
| -------------- | -------------------- | ------------------- | ------------------- | ------------------- | ------------------- | ------------------- | ------- |
| Reshmie Oogink | Plus de 67 kg femmes | Forfait             | Forfait             | Forfait             | Forfait             | Forfait             | Forfait |

### Tennis
| Athlète                          | Épreuve          | 1/32e de finale                   | 1/16e de finale                              | 1/8e de finale                               | Quarts de finale    | Demi-finale         | Finale / MB         | Rang    |
| Athlète                          | Épreuve          | Adversaire Résultat               | Adversaire Résultat                          | Adversaire Résultat                          | Adversaire Résultat | Adversaire Résultat | Adversaire Résultat | Rang    |
| -------------------------------- | ---------------- | --------------------------------- | -------------------------------------------- | -------------------------------------------- | ------------------- | ------------------- | ------------------- | ------- |
| Wesley Koolhof Jean-Julien Rojer | Double messieurs | Non disputé                       | Gillé / Vliegen Victoire 6-3, 7-65           | Daniell / Venus Défaite (forfait)            | Éliminés            | Éliminés            | Éliminés            | =9e     |
| Kiki Bertens                     | Simple dames     | Vondroušová Défaite 4-6, 6-3, 4-6 | Éliminée                                     | Éliminée                                     | Éliminée            | Éliminée            | Éliminée            | =33e    |
| Kiki Bertens Demi Schuurs        | Double dames     | Non disputé                       | Garcia / Mladenovic Victoire 7-64, 5-7, 11-9 | Kudermetova / Vesnina Défaite 2-6, 6-3, 7-10 | Éliminées           | Éliminées           | Éliminées           | =9e     |
| Jean-Julien Rojer Kiki Bertens   | Double mixte     | Forfait                           | Forfait                                      | Forfait                                      | Forfait             | Forfait             | Forfait             | Forfait |

### Tennis de table
| Athlète(s)    | Compétition  | Tour préliminaire | 1er tour         | 2e tour          | 3e tour              | 4e tour          | Quarts de finale | Demi-finale      | Finale / MB      | Rang |
| Athlète(s)    | Compétition  | Adversaire Score  | Adversaire Score | Adversaire Score | Adversaire Score     | Adversaire Score | Adversaire Score | Adversaire Score | Adversaire Score | Rang |
| ------------- | ------------ | ----------------- | ---------------- | ---------------- | -------------------- | ---------------- | ---------------- | ---------------- | ---------------- | ---- |
| Britt Eerland | Simple dames | Exemptée          | Exemptée         | Exemptée         | Meshref Victoire 4-3 | Doo Défaite 1-4  | Éliminé          | Éliminé          | Éliminé          | 9e   |

### Tir à l'arc
| Athlète                                      | Compétition         | Tour préliminaire | Tour préliminaire | 1er tour               | 2e tour               | 3e tour             | Quarts de finale             | Demi-finale                | Finale / 3e place        | Rang                               |
| Athlète                                      | Compétition         | Score             | Rang              | Adversaire Score       | Adversaire Score      | Adversaire Score    | Adversaire Score             | Adversaire Score           | Adversaire Score         | Rang                               |
| -------------------------------------------- | ------------------- | ----------------- | ----------------- | ---------------------- | --------------------- | ------------------- | ---------------------------- | -------------------------- | ------------------------ | ---------------------------------- |
| Sjef van den Berg                            | Individuel hommes,  | 670               | 8e                | Valladont Victoire 7-3 | D'Almeida Défaite 1-7 | Éliminé             | Éliminé                      | Éliminé                    | Éliminé                  | =17e                               |
| Gijs Broeksma                                | Individuel hommes,  | 667               | 14e               | Chirault Victoire 6-4  | Furukawa Défaite 5-6  | Éliminé             | Éliminé                      | Éliminé                    | Éliminé                  | =17e                               |
| Steve Wijler                                 | Individuel hommes,  | 6775              | 6e                | Napłoszek Victoire 6-4 | Abdullin Défaite 4-6  | Éliminé             | Éliminé                      | Éliminé                    | Éliminé                  | =17e                               |
| Sjef van den Berg Gijs Broeksma Steve Wijler | Par équipes hommes, | 2 012             | 2e                | Non disputé            | Non disputé           | Exemptés            | Grande-Bretagne Victoire 5-3 | Taipei chinois Défaite 0-6 | Japon Défaite 4-5        | 4e                                 |
| Gabriela Schloesser                          | Individuel femmes,  | 652               | 20e               | Gomboeva Victoire 6-5  | Barbelin Défaite 0-6  | Éliminée            | Éliminée                     | Éliminée                   | Éliminée                 | =17e                               |
| Steve Wijler Gabriela Schloesser             | Par équipe mixte,   | 1 327             | 6e                | Non disputé            | Non disputé           | Italie Victoire 6-0 | France Victoire 5-4          | Turquie Victoire 5-3       | Corée du Sud Défaite 3-5 | Médaille d'argent, Jeux olympiques |

### Triathlon
| Athlète       | Compétition | Natation (1,5 km) | Transition 1 | Vélo (40 km)  | Transition 2 | Course (10 km) | Temps           | Résultat |
| ------------- | ----------- | ----------------- | ------------ | ------------- | ------------ | -------------- | --------------- | -------- |
| Maya Kingma   | Femmes      | 19 min 20 s       | 43 s         | 1 h 3 min 3 s | 34 s         | 35 min 36 s    | 1 h 59 min 16 s | 11e      |
| Rachel Klamer | Femmes      | 19 min 17 s       | 44 s         | 1 h 3 min 5 s | 33 s         | 34 min 9 s     | 1 h 57 min 48 s | 4e       |

| Athlète            | Natation (250 m) | Transition 1 | Vélo (7 km) | Transition 2 | Course (1,5 km) | Temps           | Résultat |
| ------------------ | ---------------- | ------------ | ----------- | ------------ | --------------- | --------------- | -------- |
| Maya Kingma        | 3 min 43 s       | 41 s         | 10 min 11 s | 29 s         | 6 min 14 s      | 21 min 18 s     | -        |
| Marco van der Stel | 4 min            | 36 s         | 9 min 34 s  | 28 s         | 5 min 45 s      | 20 min 23 s     | -        |
| Rachel Klamer      | 4 min 32 s       | 41 s         | 10 min 21 s | 33 s         | 6 min 18 s      | 22 min 25 s     | -        |
| Jorik Van Egdom    | 4 min 12 s       | 38 s         | 9 min 38 s  | 27 s         | 5 min 33 s      | 20 min 28 s     | -        |
| Total              | -                | -            | -           | -            | -               | 1 h 24 min 34 s | 4e       |

### Voile
| Athlète                          | Compétition         | Régate | Régate | Régate | Régate | Régate | Régate | Régate | Régate | Régate | Régate | Régate      | Régate      | Régate | Total net | Rang final                          |
| Athlète                          | Compétition         | 1      | 2      | 3      | 4      | 5      | 6      | 7      | 8      | 9      | 10     | 11          | 12          | CM     | Total net | Rang final                          |
| -------------------------------- | ------------------- | ------ | ------ | ------ | ------ | ------ | ------ | ------ | ------ | ------ | ------ | ----------- | ----------- | ------ | --------- | ----------------------------------- |
| Nicholas Heiner                  | Finn hommes         | 11     | 5      | 10     | 2      | 4      | 2      | 10     | 3      | 7      | 9      | Non disputé | Non disputé | 4      | 56        | 4e                                  |
| Bart Lambriex Pim van Vugt       | 49er hommes         | 14     | 2      | 3      | 7      | 6      | 7      | 13     | 14     | 7      | 6      | 7           | 3           | 12     | 87        | 6e                                  |
| Kiran Badloe                     | RS:X hommes         | 5      | 7      | 1      | 1      | 26     | 5      | 2      | 4      | 1      | 5      | 1           | 1           | 4      | 37        | Médaille d'or, Jeux olympiques      |
| Lobke Berkhout Afrodite Zegers   | 470 femmes          | 10     | 11     | 14     | 11     | 9      | 6      | 17     | 6      | 4      | 2      | Non disputé | Non disputé | 18     | 91        | 10e                                 |
| Annemiek Bekkering Annette Duetz | 49er FX femmes      | 13     | 8      | 2      | 1      | 6      | 1      | 12     | 5      | 6      | 5      | 11          | 16          | 18     | 88        | Médaille de bronze, Jeux olympiques |
| Marit Bouwmeester                | Laser Radial femmes | 21     | 14     | 7      | 2      | 3      | 9      | 45     | 7      | 1      | 7      | Non disputé | Non disputé | 12     | 83        | Médaille de bronze, Jeux olympiques |
| Lilian de Geus                   | RS:X femmes         | 8      | 11     | 1      | 8      | 3      | 11     | 3      | 4      | 4      | 9      | 5           | 4           | 12     | 72        | 5e                                  |

### Water-polo
| Compétition     | Phase de groupe         | Phase de groupe        | Phase de groupe              | Phase de groupe       | Phase de groupe | Quart de finale       | Demi-finale                     | Finale / 3e place               | Finale / 3e place |
| Compétition     | Adversaire Score        | Adversaire Score       | Adversaire Score             | Adversaire Score      | Rang            | Adversaire Score      | Adversaire Score                | Adversaire Score                | Rang              |
| --------------- | ----------------------- | ---------------------- | ---------------------------- | --------------------- | --------------- | --------------------- | ------------------------------- | ------------------------------- | ----------------- |
| Tournoi féminin | Australie Défaite 12-15 | Espagne Victoire 14-13 | Afrique du Sud Victoire 33-1 | Canada Victoire 16-12 | 3e              | Hongrie Défaite 11-14 | 5e-8e place Chine Victoire 13-6 | 5e place Australie Défaite 7-14 | 6e                |